# Pesten i Florenz
Pesten i Florenz er en tysk stumfilm fra 1919 af Otto Rippert.

## Medvirkende
- Erich Bartels
- Theodor Becker som Franciscan Monk
- Karl Bernhard som Lorenzos Vertrauter
- Julietta Brandt
- Erner Huebsch